# مردان چوبین شائولین
مردان چوبین شائولین (به انگلیسی: Shaolin Wooden Men) (به چینی: 少林木人巷) یا اژدهای جوان نام یک فیلم سینمایی رزمی محصول سال ۱۹۷۶ هنگ کنگ با بازی جکی چان می‌باشد.